# Coelatura horei
Coelatura horei é uma espécie de bivalve da família Unionidae.
Pode ser encontrada nos seguintes países: Burundi, República Democrática do Congo e Tanzânia.
Os seus habitats naturais são: lagos de água doce.